# Inchope
Inchope é uma vila localizada no centro de Moçambique, sede de um posto administrativo do distrito de Gondola, pertencente à província de Manica.
Inchope é o grande entroncamento rodoviário da nação na medida em que conecta a rodovia N1 com a rodovia N6, tendo acesso à Muxungue, Gorongosa, Chimoio e Beira.
A localidade é servida por uma estação ferroviária do Caminho de Ferro de Machipanda, ligando-a à Chimoio (oeste) e Dondo (leste).